# サン・マリノ (カリフォルニア州)
サン・マリノ（英語: San Marino）は、アメリカ合衆国カリフォルニア州のロサンゼルス郡にある都市。人口は1万2513人（2020年）。

## 概要
富裕層の多い郊外都市である。パサディナの南に隣接している。ハンティントン・ライブラリーが有名である。2020年アメリカ合衆国国勢調査によれば、市の人口の64パーセントはアジア系アメリカ人である。

## 行政

### 歴代市長
- 1913-1922 George S. Patton
- 1922 William L. Valentine
- 1922-1924 George S. Patton
- 1980-1984 Lynn P. Reitnouer
- 1990 Suzanne Crowell
- 2001 Matthew Lin - First Chinese-American mayor in San Marino.
- 2009 Eugene Sun
- 2012 Richard Sun
- 2013 Richard Ward
- 2015 Eugene Sun
- 2016 Allan Yung
- 2017 Richard Sun
- 2018 Steve Talt
- 2019 Steven Huang
- 2020 Gretchen Shepherd Romey
- 2021 Ken Ude